# Яни Войнов
Яни Войнов е български учител революционер, одрински деец на Вътрешната македоно-одринска революционна организация.

## Биография
Войнов е роден в Свиленград в Османската империя. Влиза във ВМОРО. В 1900 година наследява Христо Настев като главен учител в Бунархисар след опустошителната Керемидчиоглува афера. Войнов стига до извода, че революционната дейност в Бунархисарско не може повече да се ръководи от града и пренася районния комитет и оцелелите книжа на бунархисарската организация в село Урумбеглия.
В 1903 година Яни Войнов е делегат на конгреса на Петрова нива.